# Barbara Łabanowska
Barbara Helena Łabanowska (ur. 21 września 1947 w Kolonii Hołowienki) – polska entomolog.

## Życiorys
W 1970 ukończyła studia na Szkole Głównej Gospodarstwa Wiejskiego, w 1981 obroniła tam doktorat. W 1996 habilitowała się w Instytucie Sadownictwa i Kwiaciarstwa w Skierniewicach.

## Praca naukowa
Zajmuje się entomologią i akarologią sadowniczą, biologią i zwalczaniem szkodników, głównie roślin jagodowych. Bada występowanie i szkodliwość owadów i roztoczy roślinożernych oraz integrowaną ochroną roślin jagodowych i produkcji owoców. Barbara Łabnowska określiła występowanie i znaczenie grup owadów i roztoczy na plantacjach roślin jagodowych, prowadziła monitoring pojawiania się i opracowała programy zwalczania szkodników oraz ochrony w integrowanej produkcji owoców jagodowych. Zajmuje się oceną przydatności insektycydów i akarycydów do ochrony roślin sadowniczych. Dorobek naukowy obejmuje 80 publikacji naukowych oraz 340 artykułów popularnonaukowych, broszur i doniesień konferencyjnych.

## Nagrody i odznaczenia
- Brązowy Krzyż Zasługi (1979);
- Nagroda zespołowa II stopnia MRLiGŻ (1985);
- Medal Krajowego Związku Plantatorów Owoców i Warzyw dla Przemysłu (1987);
- Odznaka „Zasłużony Pracownik Rolnictwa” (1990);
- Odznaka „Zasłużony dla województwa lubelskiego” (1990);
- Nagroda Towarzystwa Przyjaciół ISiK w Skierniewicach (1987, 1992, 1993).